# Cryptotis merriami
Cryptotis merriami is een zoogdier uit de familie van de spitsmuizen (Soricidae). De soort komt voor in Midden-Amerika.

## Naamgeving
De wetenschappelijke naam van de soort werd voor het eerst geldig gepubliceerd door Choate in 1970.

## Verspreiding
Cryptotis merriami komt voor in bergstreken van de Mexicaanse staat Chiapas tot in het noorden van Nicaragua en tevens in het noordwesten van Costa Rica. Deze soort leeft op hoogtes tussen de 1.000 en 1.650 meter boven zeeniveau. Regenwouden, nevelwouden, droogbossen en cultuurgebied nabij bossen vormen het leefgebied.

## Kenmerken
Cryptotis merriami heeft een kopromplengte van 65 tot 76 mm en een staart van 24 tot 33 mm lang. De vacht is op de rugzijde zwartbruin tot donkergrijsbruin en op de buikzijde lichtgrijsbruin.

## Leefwijze
Deze spitsmuis is met name nachtactief. In de strooisellaag zoekt Cryptotis merriami met zijn snuit en voorpoten naar voedsel. Insecten, larven, spinnen, wormen en kleine gewervelden zoals hagedissen en kikkers worden gegeten. Daarnaast worden soms ook schimmels en zaden gegeten. Cryptotis merriami is solitair. Nesten worden gemaakt onder boomstronken of rotsen en bevinden zich in zelf gegraven tunnels of in holen die door andere dieren zijn verlaten.